# Šimon Krajčovič
Šimon Krajčovič (Považská Bystrica, 14 febbraio 1994) è un cestista slovacco.

## Palmarès
- Campionato slovacco: 2

Patrioti Levice: 2017-2018, 2021-2022
- Coppa di Slovacchia: 1

Patrioti Levice: 2019
- Alpe Adria Cup: 1

Patrioti Levice: 2021-2022